# Dyckia lutziana
Dyckia lutziana är en gräsväxtart som beskrevs av Lyman Bradford Smith. Dyckia lutziana ingår i släktet Dyckia och familjen Bromeliaceae. Inga underarter finns listade i Catalogue of Life.